# Велимирович, Петар
Петар (Пера) Велимирович (серб. Петар Велимировић; 16 января 1848, Sikole — 23 декабря 1911, Белград) — сербский политик, педагог и государственный деятель;  дважды (с перерывом) занимал должность премьер-министра Королевства Сербия; один из основателей Народной радикальной партии.

## Биография
Петар Велимирович родился 16 января 1848 года в селе Сиколе. Высшее образование получил в Цюрихе в Швейцарской высшей технической школе.
После ареста, как сторонника Светозара Марковича, за участие в социалистических событиях в Крагуеваце он бежал в Венгрию. После подавления Тимокского восстания, во главе с Народной радикальной партией, 28 сентября  1883 года он эмигрировал в Болгарию, где некоторое время преподавал в гимназии города София.
Позже он вернулся на родину и  в 1887 году был назначен министром общественных работ в кабинете Йована Ристича; министерский портфель сохранился за ним и в кабинетах Дьоке Симича, Николы Пашича и Савы Груича.
В конце 1902 года П. Велимирович сформировал свой собственный кабинет, который просуществовал около месяца.
В 1903 году Велимирович был председателем сессии Национального собрания, на которой было принято решение о выборе Петра I Карагеоргиевича новым королём Сербии.
С 7 июля 1908 по 11 февраля 1909 года Велимирович во второй раз занимал пост премьер-министра Сербского Королевства.
Петар Велимирович умер 23 декабря 1911 года в городе Белграде в возрасте 63 лет.